# Amazonetta brasiliensis
O ananaí ou marreca-ananaí (Amazonetta brasiliensis) é uma espécie do género Amazonetta encontrada em grande parte da América do Sul. Pode ser encontrada em todo o Brasil, sobretudo no Rio Amazonas. Daí vem seu nome científico Amazonetta brasiliensis (pato brasileiro do Amazonas).

## Nomes
Também é conhecido pelos nomes de marreca-pé-vermelho, marreca do amazonas, marrequinha, pé-vermelho, asa-de-seda, pato brasileiro e marrequinho ananaí.
O nome "marreca-ananaí" foi selecionado como nome vernáculo técnico para a espécie pelo Comitê Brasileiro de Registros Ornitológicos.

## Descrição
Os machos medem entre 40–43 cm, já as fêmeas medem entre 39–40 cm de comprimento, com espelho alar variando entre negro, verde e azul-brilhante, duas manchas claras na face, garganta branca e pescoço posterior negro. Na espécie, machos diferenciam-se das fêmeas pela presença de bicos e pés vermelhos, uma vez que nas fêmeas eles são cinzentos. Outra distinção é feita por meio da vocalização, o macho dá um sibilo e a fêmea um grasnado.
Podem ser encontradas em açudes, banhados, campos inundáveis, brejos, corixos e nas lagoas formadas entre os buritizais, onde se encontra a palmeira buriti.
Pode ser observada em bandos de 5 a 10 indivíduos, incluindo filhotes.

## Subespécies
- A. b. brasiliensis
- A. b. ipecutiri